# Desisa takasagoana
Desisa takasagoana là một loài bọ cánh cứng trong họ Cerambycidae.